# Gyachung Kang
Gyachung Kang é uma montanha na região de Khumbu, no Himalaia, sendo que é o maior pico entre o Cho Oyu (8201 m) e o Monte Everest (8848 m). É a 15.ª montanha mais alta do mundo e a mais alta que não atinge os 8000 m de altitude.
A montanha foi escalada primeiramente em 1964 por Y. Kato, por K. Sakaizawa e por Pasang Phutar, integrantes de uma expedição japonesa.